# Dendrochilum microchilum
Dendrochilum microchilum là một loài thực vật có hoa trong họ Lan. Loài này được (Schltr.) Ames mô tả khoa học đầu tiên năm 1908.